# Willy Schöll
Willy Schöll – niemiecki kierowca wyścigowy.

## Kariera
W swojej karierze Schöll startował głównie w wyścigach Grand Prix. W sezonie 1914 odniósł zwycięstwo w Grand Prix Rosji. Drugie zwycięstwo w karierze osiągnął w 1926 roku w Buckower Dreieck-Rennen.